# Masarykovo náměstí (Vyškov)
Masarykovo náměstí je náměstí trojúhelníkového půdorysu ve Vyškově-Město, části města Vyškov v okrese Vyškov. Geograficky se nachází v nadmořské výšce 250 m na pravém břehu řeky Haná v nížině Vyškovská brána v Jihomoravském kraji a na Moravě.

## Další informace
Netradiční trojúhelníkové náměstí má rozměry 100×100×75 m, které má jméno po prvním československém prezidentu T.G. Masarykovi. Obklopují jej řady bývalých honosných měšťanských domů, z dominantní je 57 m vysoká, věž renesanční radnice ve Vyškově z roku 1569, kde se nachází městský úřad. Další zajímavosti náměstí:
- 17. poledník ve Vyškově
- Morový sloup
- Socha sv. Floriána
- Soch sv. Jana Nepomuckého
- Vyškovská kašna
- Vyškovská městská studna

## Galerie

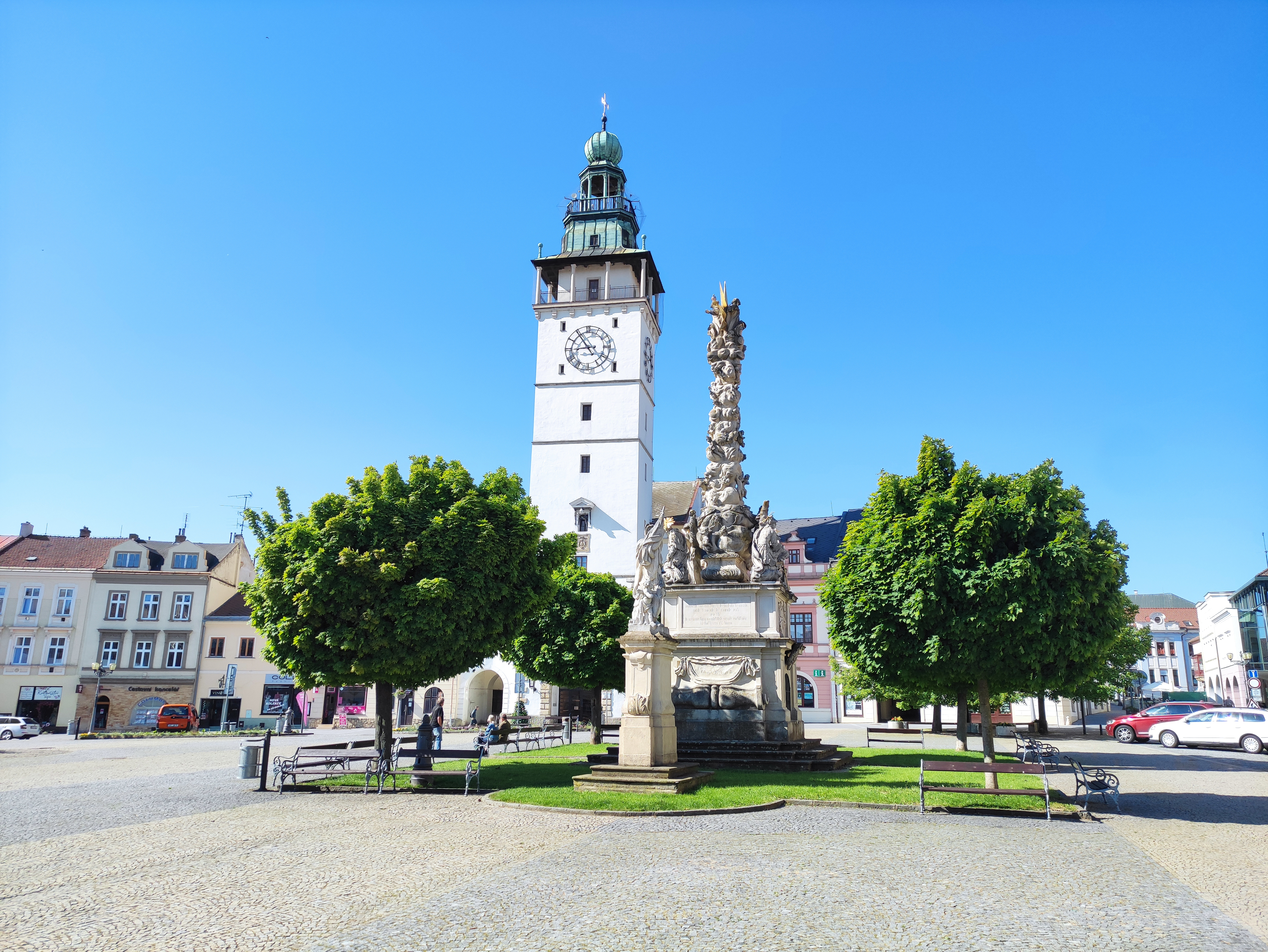
Pohled na náměstí
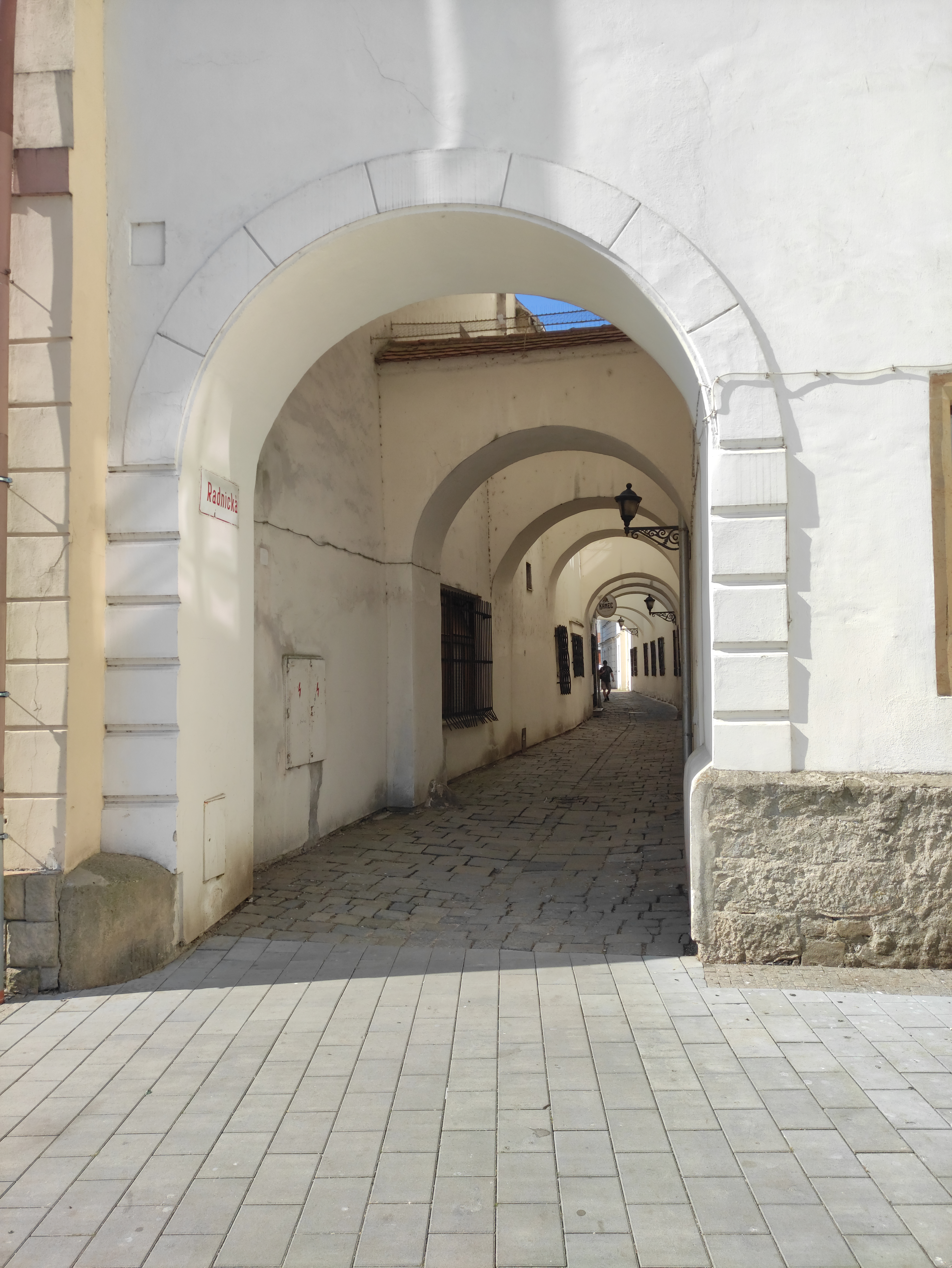
Radnická ulice
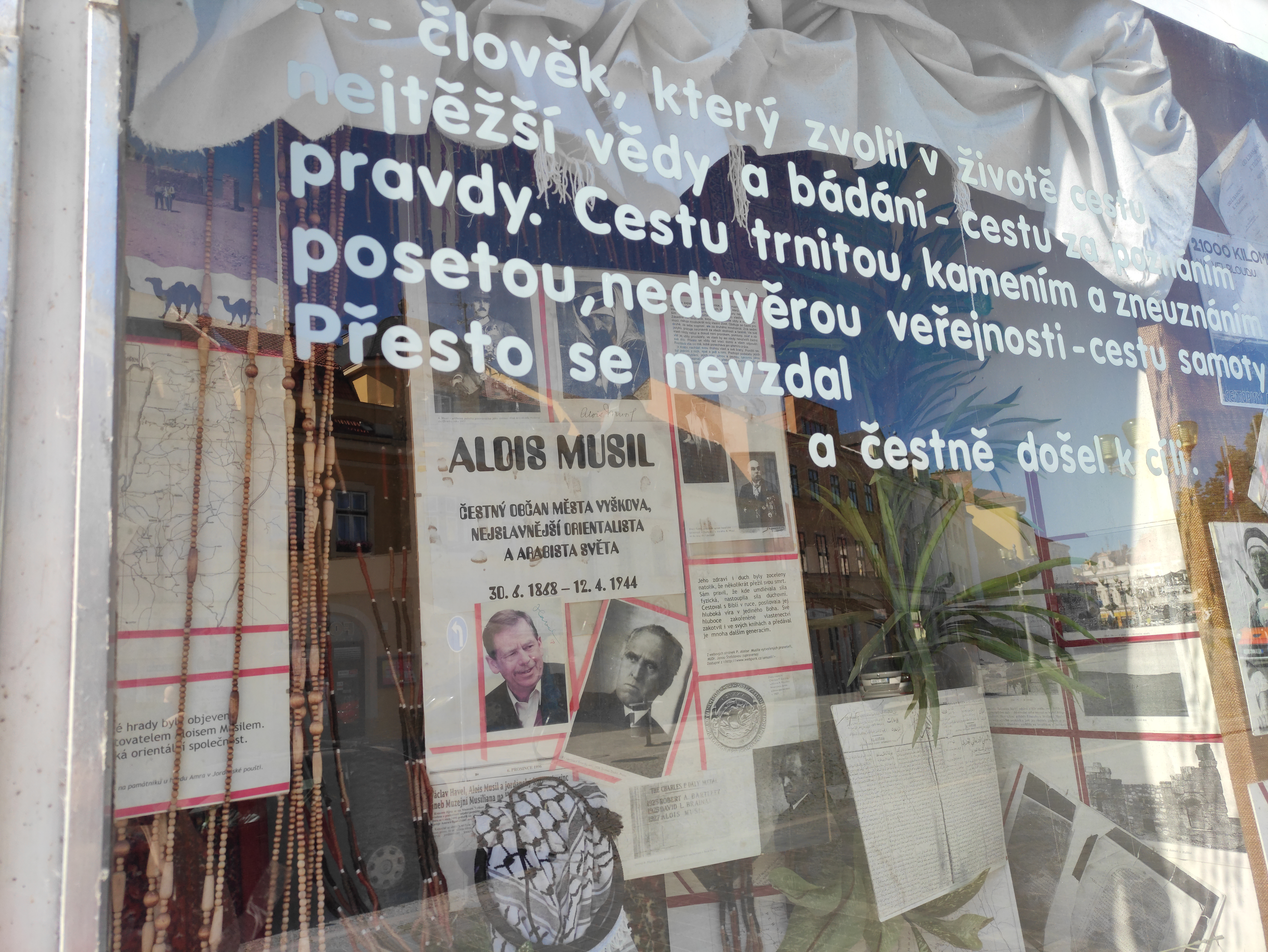
Vitrína Alois Musil
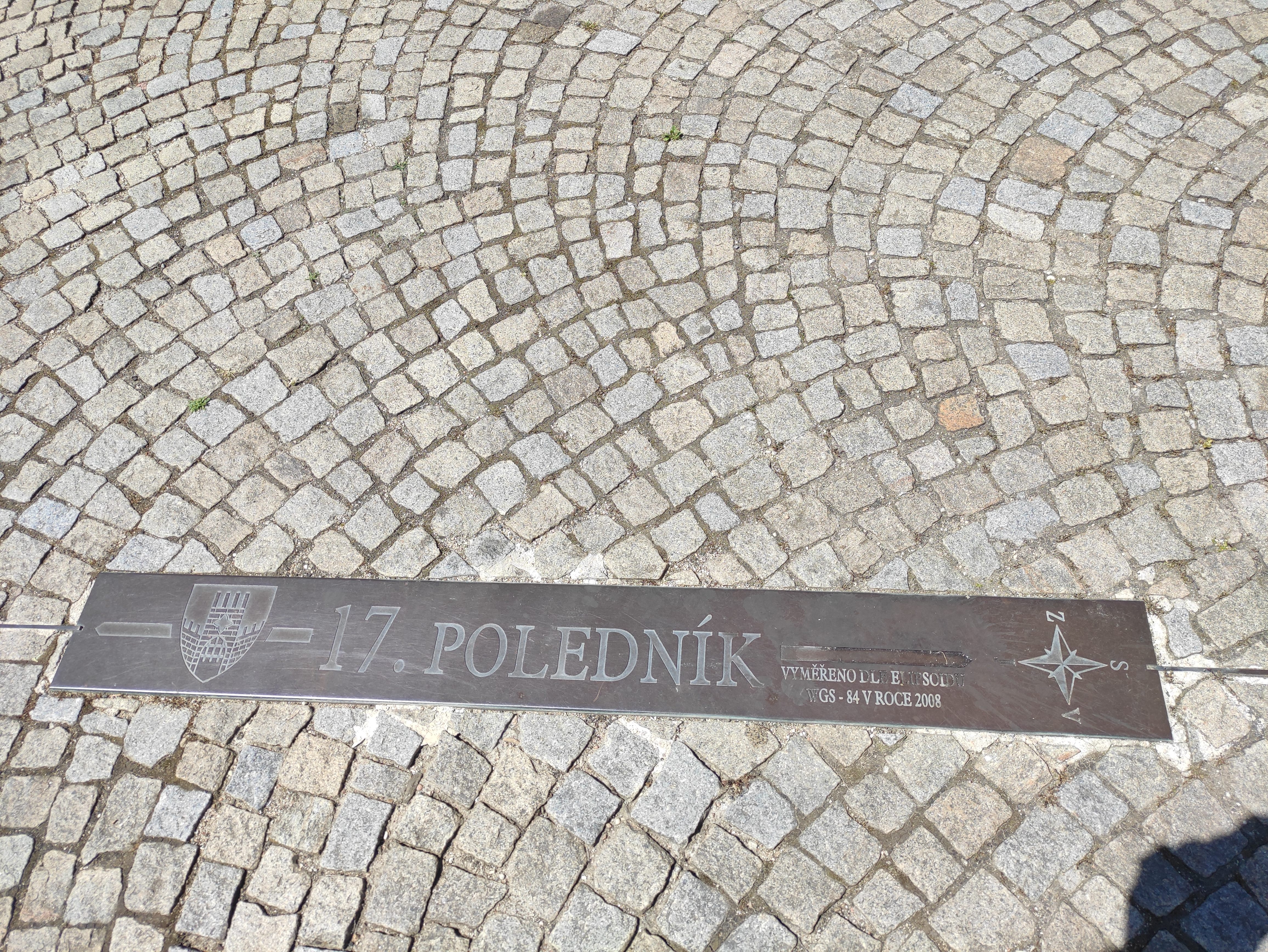
17. poledník ve Vyškově